# 日本選抜陸上石川大会
日本選抜陸上石川大会（にほんせんばつりくじょういしかわたいかい）は、毎年5月上旬に開催される日本の陸上競技大会である。以前は7月上旬に行われていた時期もあったが、現在はこの時期に開催され、日本グランプリシリーズの一つとして数えられている。世界選手権大会やオリンピックの開催年には代表選考を兼ねる大会の意味合いを持っているほか、同時開催される全日本ジュニア競歩石川大会では世界ユース陸上競技選手権大会の日本代表選考も行われている。開催地は石川県金沢市の石川県西部緑地公園陸上競技場。

## 大会運営
- 主催：石川陸上競技協会
- 共催：北國新聞社
- 後援：日本陸上競技連盟、石川県教育委員会、金沢市教育委員会、石川県高等学校体育連盟、石川県中学校体育連盟

## 競技種目
- 男子…200メートル走・800メートル走・砲丸投・円盤投・ジュニア10000m競歩（世界ユース選考種目）・5000m競歩・3000m競歩（中学・高1）
- 女子…200メートル走・800メートル走・円盤投・やり投げ・ジュニア10000m競歩（世界ユース選考種目）・5000m競歩・3000m競歩（中学・高1）

※一部にグランプリ対象外種目あり。